# Heinrich von Nauta
Heinrich von Nauta (15. prosince 1866 Veracruz, Mexiko – 12. února 1921 Budapešť, Maďarsko) byl rakousko-uherský admirál. Jako absolvent námořní akademie sloužil u c. k. námořnictva od roku 1885, vystřídal službu na různých lodích, uplatnil se jako důstojník na torpédových člunech, absolvoval několik zaoceánských cest a působil také ve vysokých funkcích v námořní sekci na ministerstvu války. V roce 1912 vedl misi rakousko-uherského námořnictva ve východní Asii. Za první světové války byl postupně velitelem několika bitevních lodí a operoval v Jaderském moři. Ještě před koncem války byl penzionován v hodnosti kontradmirála (1918). Jeho mladší bratr Gustav (1868–1934) byl také vysokým důstojníkem c. k. námořnictva a za první světové války byl v hodnosti komodora velitelem námořní divize.

## Životopis

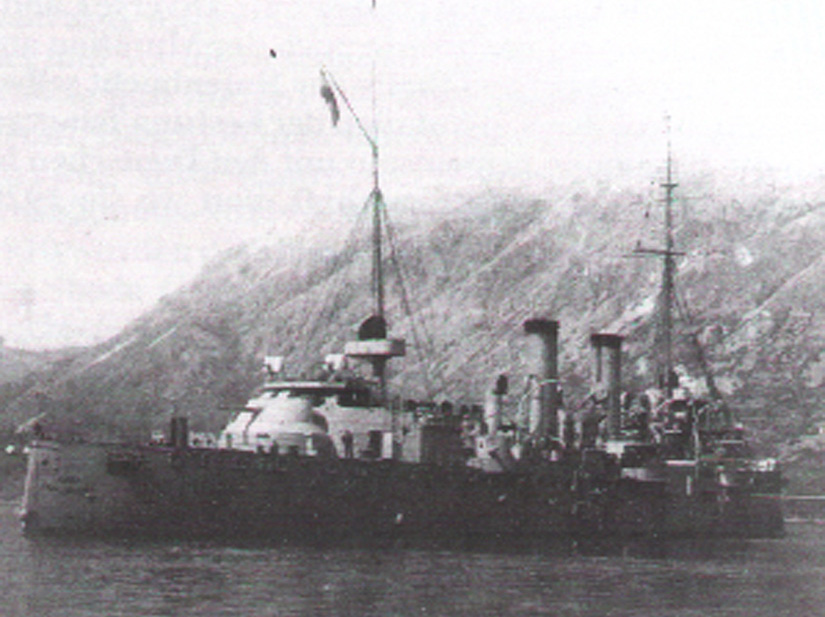
Křižník SMS Kaiser Franz Joseph I, vlajková loď kapitána Heinricha Nauty na [[Dálný východ|Dálném východě] (1912)]]

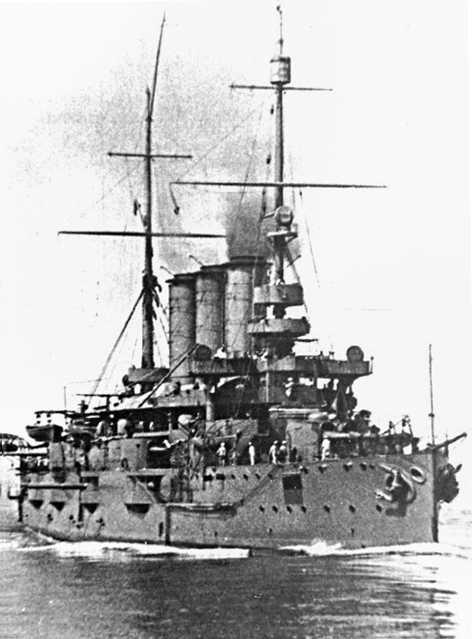
SMS Erzherzog Friedrich, vlajková loď kapitána Heinricha Nauty v letech 1914–1917

Byl nejstarším ze šesti potomků admirála Gustava von Nauty (1828–1893), matka Isabella D'Ollieri (1845–1893) byla dcerou pruského diplomata. Narodil se v Mexiku, kde tehdy otec pobýval s císařem Maxmiliánem I., který byl také Heinrichovým kmotrem. Studoval na vojenské reálce v Pule a v letech 1881–1885 na C. k. námořní akademii v Rijece. K námořnictvu vstoupil jako kadet v roce 1885 a hned v prvním roce služby absolvoval zaoceánskou plavbu na korvetě SMS Donau pod velením kapitánů Czeyky a Pogatschnigga. Cesta vedla k břehům jižní Ameriky přes Karibik do New Yorku a přes Atlantik zpět do Evropy. Poté vystřídal službu na různých lodích a na vyřazené lodi SMS Habsburg absolvoval kurz pro obsluhu torpéd. V roce 1889 získal hodnost praporčíka a dva roky strávil u jednotek námořní pěchoty (1890–1892).
Jako poručík II. třídy (1895) se nadále vzdělával v technických oborech, sloužil na cvičných lodích nebo také u námořních základen v Pule a Terstu. V hodnosti poručíka I. třídy (1899) byl postupně velitelem několika torpédových člunů nebo prvním důstojníkem na bitevní lodi SMS Árpád a cvičné dělostřelecké lodi SMS Radetzky (1905–1907). K datu 1. května 1908 byl povýšen na korvetního kapitána a další dva roky byl velitelem námořní základny v Budapešti a dunajské říční flotily (1908–1909). V závěru roku 1909 byl jmenován velitelem torpédoborce SMS Velebit a na podobné lodi SMS Satelit byl v roce 1910 velitelem torpédových plavidel v Boce Kotorské. 
V letech 1910–1911 byl přednostou personálního odboru námořní sekce na ministerstvu války a k datu 1. května 1911 získal hodnost fregatního kapitána. Koncem roku 1911 převzal po baronu Koudelkovi velení křižníku SMS Szigetvár a odplul do východní Asie, kde si v únoru 1912 vyměnil velení s Alfredem Cicolim a převzal velení křižníku SMS Kaiser Franz Joseph I. Tento křižník spolu se sesterskou lodí SMS Kaiserin Elisabeth plnil na Dálném východě úlohu staniční lodi a měl reprezentovat sílu c. k. námořnictva ve světě. Loď se plavila podél břehů Číny a kotvila v několika přístavech (nejdéle v Šanghaji), navštívila také japonské základny Jokohama a Nagasaki. Do Puly se vrátila v prosinci 1912.
Po návratu z Číny zůstal Nauta velitelem křižníku SMS Franz Joseph I do prosince 1913 a mezitím byl povýšen na kapitána řadové lodi (1. května 1913). Na jaře 1914 byl velitelem cvičné lodi SMS Custozza a na začátku první světové války převzal velení bitevní lodi SMS Erzherzog Friedrich v rámci II. námořní divize. S touto lodí se zúčastnil operací na Jadranu a v únoru 1917 se namísto kapitána Holuba stal velitelem bitevní lodi SMS Tegetthoff jako součásti I. divize (divizním velitelem byl jeho mladší bratr Gustav). K datu 1. května 1918 byl povýšen do hodnosti kontradmirála, ale o dva měsíce později byl penzionován (1. července 1918).
Ve veřejném životě se angažoval mimo jiné jako člen Rakouské společnosti pro podporu lodní dopravy (Österreichischer Flottenverein) (1910). Spolu s bratrem Gustavem vlastnil od roku 1899 honosnou vilu v Pule v sousedství námořní nemocnice (dnes ulice Negrijeva 14), prodali ji po roce 1918.
Byl dvakrát ženatý, před druhým sňatkem v roce 1914 přestoupil na evangelickou víru. Se svou druhou manželkou Margit von Losonczi (1875–1972) žil po zániku monarchie v Budapešti, kde zemřel 12. února 1921 ve věku 54 let. Pochován byl na námořním hřbitově v Pule. 

## Tituly a ocenění

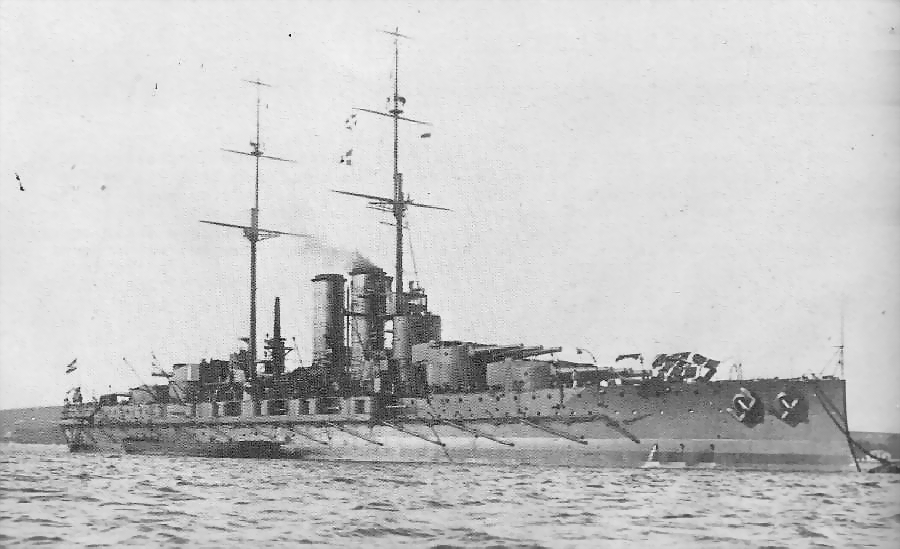
SMS Tegetthoff, vlajková loď kapitána Heinricha Nauty (1917–1918)

Po nobilitaci svého otce užíval od roku 1884 šlechtický titul rytíř (Ritter von Nauta). Během služby u námořnictva se stal nositelem řady vyznamenání v Rakousku-Uhersku i v zahraničí.

### Rakousko-Uhersko
- Jubilejní pamětní medaile (1898)
- Vojenská záslužná medaile (1905)
- Vojenský jubilejní kříž (1908)
- Vojenský záslužný kříž (1909)
- Služební odznak pro důstojníky III. třídy (1910)
- Řád železné koruny III. třídy (1914)
- Karlův vojenský kříž (1917)
- rytířský kříž Leopoldova řádu s válečnou dekorací (1918)

### Zahraničí
- rytířský kříž Řádu sv. Olafa (1901, Norsko)
- Řád Medžidie III. třídy (1905, Osmanská říše)
- Řád knížete Danila I. IV. třídy (1908, Černá Hora)
- Řád Osmanie III. třídy (1908, Osmanská říše)
- Řád červené orlice II. třídy (1914, Německo)
- Řád posvátného pokladu III. třídy (1914, Japonsko)
- Železný kříž II. třídy (1917, Německo)